# Hermann Dutt
Hermann Dutt (* 5. September 1934 in Effringen; † 29. Juni 1977 in Wildberg) war ein deutscher Architekt und Politiker (CDU). Von 1972 bis zu seinem Tod 1977 war Dutt Mitglied des Landtags von Baden-Württemberg (MdL).

## Leben
Nach dem Besuch des Gymnasiums in Nagold und der Erlangung der Mittleren Reife, begann Hermann Dutt eine Maurerlehre. Anschließend besuchte er die Staatsbauschule Stuttgart, erlangte dort einen Abschluss als staatlich geprüfter Bauingenieur und war ab 1962 als freier Architekt in Wildberg tätig.
Bei der Landtagswahl in Baden-Württemberg 1972 für die 6. Wahlperiode (1972–1976) sowie bei der Landtagswahl in Baden-Württemberg 1976 für die 7. Wahlperiode (1976–1980) konnte Hermann Dutt jeweils das Direktmandat im Landtagswahlkreis Calw gewinnen. Nach seinem Tod rückte Arnold Tölg für ihn in den Landtag nach. Daneben war Dutt Mitglied des Stadtrats Wildberg und Stellvertreter des Bürgermeisters in Wildberg sowie Mitglied des Kreistages im Landkreis Calw und dort stellvertretender Fraktionsvorsitzender der CDU.